# 绍荣音淖尔
绍荣音淖尔，又称绍荣音诺尔、绍尔内淖尔、希荣音淖尔，是位于中国内蒙古自治区锡林郭勒盟东乌珠穆沁旗道特淖尔镇与嘎海乐苏木之间的一个湖泊。其位置约为东经118°17′,北纬45°44′，西距道特淖尔镇政府驻地约17.5千米，东距嘎海乐苏木政府驻地约11.5千米。湖面海拔836米，面积约7.3平方公里，主要沉积物为石盐和芒硝。
绍荣音淖尔属于蒙新高原区。它的一级流域为内流区诸河，二级流域为内蒙古内流区。
在2021年东乌旗人民政府公布的主要河湖管理范围中，绍荣音淖尔管理范围面积11.84平方千米，划界长度为12.98千米。在同年公布的三级河湖长名单中，绍荣音淖尔湖长为道特淖尔镇副镇长，嘎查级湖长为道特淖尔镇道特淖尔嘎查书记。